# Kriging
Kriging – grupa geostatystycznych metod estymacji, dzięki której otrzymuje się najlepsze, nieobciążone liniowe oszacowania (ang. best, unbiased linear predictions – BLUP  lub best, unbiased linear estimator – BLUE) wartości analizowanej zmiennej zregionalizowanej.
Danym próbkowym (punktom pomiarowym) znajdującym się wewnątrz obszaru estymacji (obszaru wyszukiwania próbek) przydziela się odpowiednie wagi zwane współczynnikami (wagami) krigingu w taki sposób, aby zminimalizować średniokwadratowy błąd estymacji (wariancję krigingu).
Metoda ta, podobnie jak często stosowana podczas interpolacji metoda IDW, przypisuje większe wagi punktom położonym bliżej badanego, ale w przeciwieństwie do niej wagi określa na podstawie semiwariogramu.

## Kriging zwyczajny (ang.ordinary kriging)
Należy on obok krigingu prostego (ang. simple kriging) do najczęściej używanych estymatorów krigingowych.
W tej metodzie przyjmuje się następujące założenia:
- dane są izotropowe (wykazują te same cechy we wszystkich kierunkach poszukiwania)
- średnie lokalne nie mają ścisłego związku ze średnią z całej populacji próbkowej, a podczas oceny średniej wybiera się jedynie punkty pochodzące z lokalnego sąsiedztwa
- suma wag przydzielonych próbkom jest równa 1, dzięki czemu, gdy wszystkie wartości są równe stałej, oszacowana wartość również jest równa stałej.

## Kriging uniwersalny
Używany jest w warunkach niestacjonarnych tzn. przy obecności dryftu (powolna zmianą wartości opisywanej zmiennej zregionalizowanej)